# Daiwa Ryu Jujutsu
Daiwa Ryu Jujutsu (jap. 大和流柔術, Daiwa-ryū Jūjutsu, dt. „weiche Kunst des Stils der Großen Harmonie“, auch Daiwa Budō oder Yamato-ryū genannt) ist eine klassische japanische Budō-Disziplin zur Selbstverteidigung.

## Geschichte
Yamato-ryū ist der Familienstil der Familie Satō aus Iwaki, Präfektur Fukushima in Japan. Dies war ein Kōryū Bujutsu-Stil, der Jujutsu (waffenloser Nahkampf), Kenjutsu (Schwertkampf) und Kyūjutsu (Bogenschießen) enthielt.
Satō Kimbei „Juchinsai“, ein in Japan sehr anerkannter und berühmter Budogroßmeister, war der 13. Sōke des Yamato-ryu. Er erweiterte Yamato-ryū, in dem er zu den bestehenden Kata u. a. Techniken des Daito-ryū, Aikijujutsu, Asayama Ichiden Ryu Jujutsu und Hakko Ryu Jujutsu hinzufügte und diese Kampfkunst dann auch für die Öffentlichkeit zugänglich machte.
Satō nannte diesen Stil offiziell Nihon Heiho Daiwado (japanische Kampfmethode des Daiwado), auch Daiwa-ryū Jujutsu genannt.
(Es ist anzumerken, dass Yamato-ryu und Daiwa-ryū die gleichen japanischen Kanji-Schriftzeichen haben.)
In Japan wird der Stil heute vom Yawara no Kai (gegründet 1999 in Tokyo von Kohno Akikazu und Yokota Takao) betrieben, der Interessensgemeinschaft für die Erhaltung und Verbreitung der traditionellen Sile Daiwa Budō und Yagyū Shingan Ryū.
In Deutschland wird das Daiwa Ryu Jujutsu vom Daiwa Budo Yawara no Kai Shibu Deutschland und in der DAKO (Deutsch-Asiatische Kampfkunst-Organisation), dem deutschen Partner-Budo-Verband der IMAF-Kokusai Budoin, unter der Leitung von Peter Klein gelehrt.

## Techniken
Daiwa Ryu ist eine Auswahl der meist gebräuchlichsten Techniken verschiedener traditioneller Jujutsu- und Kobudo-Stile.
Diese Techniken werden in 3 Graduierungen aufgeteilt: 
- Shoden
- Chuden
- Okuden.

Jeder dieser drei Ränge enthält:
- Jujutsu Kata (Gyaku, Nage und Aiki Nage) mit jeweils 10 Abwehrkombinationen gegen verschieden klassische Angriffe
- Bukijutsu Kata (Waffentechniken) mit Hassun (Nervenstock), Hisigi (40 cm langer Stock), Tanjo (90 cm langer Stock), Bō (182 cm langer Stock) und Kodachi/Ken (Schwert).

Die Waffentechniken entstammen ursprünglich aus dem Yamato-ryū, aber auch aus den Stilen Kukishin-ryū, Asayama Ichiden Ryu sowie dem Shindo Tenshin Ryu.
Alle Techniken des Daiwa-ryū werden sowohl mit rechts als auch mit links ausgeführt.

## Grade
Prüfungen in Daiwa-ryū sind in drei Hauptgrade mit jeweils weiteren Untergraden aufgeteilt:
Shoden no Kurai
- 2. Kyu
- 1. Kyu
- Shoden Yawara
- Shoden Bukijutsu

Chuden no Kurai
- Chuden Yawara
- Chuden Bukijutsu

Okuden no Kurai
- Okuden Yawara
- Okuden Bukijutsu